# Гусарковский сельский совет (Бильмакский район)
Гусарковский сельский совет (укр. Гусарківська сільська рада) — входит в состав
Бильмакского района
Запорожской области
Украины.
Административный центр сельского совета находится в
с. Гусарка.

## Населённые пункты совета
- с. Гусарка
- с. Дружное